# Шубин, Михаил Александрович
Михаи́л Алекса́ндрович Шу́бин (19 декабря 1944, Куйбышев — 13 мая 2020, Бостон) — советский и американский математик, доктор физико-математических наук, профессор Северо-Восточного университета, член Американского математического общества. Основные работы относятся к теории дифференциальных уравнений с частными производными и смежным вопросам.

## Биография
Михаил Александрович Шубин родился в Куйбышеве, там же окончил среднюю школу. В 1961 году поступил на механико-математический факультет МГУ, который окончил в 1966. В 1969 году окончил аспирантуру этого факультета (научный руководитель — М. И. Вишик) и защитил кандидатскую диссертацию, в которой нашел формулы для вычисления индекса матричных операторов Винера — Хопфа.
После этого начал работать на кафедре дифференциальных уравнений механико-математического факультета МГУ, где проработал до 1989 года. М.А. Шубин читал оригинальный курс уравнений с частными производными для студентов «экспериментального потока» и различные специальные курсы. В 1978 году защитил докторскую диссертацию, посвященную псевдодифференциальным операторам. С 1994 М.А. Шубин работает в США, профессор Северо-Восточного университета. С 2012 года член Американского математического общества.
Тематика научных работ М.А. Шубина охватывает целый ряд разделов теории уравнений с частными производными, функционального анализа, математической физики. Им написано около 140 печатных работ, под его руководством защитилось 20 кандидатов наук и Ph.D студентов.

## Научный вклад
Область научных исследований включает результаты в следующих областях:
- уравнения свертки,
- Факторизация матричных функций и уравнене Винера – Хопфа,
- голоморфные семейства подпространств банаховых пространств, псевдодифференциальные  операторы,
- методы приближенной спектральной проекции, существенной самосопряженности и совпадения минимальных и максимальные расширения, операторы с почти периодическими коэффициентами,
- случайные эллиптические операторы, трансверсально эллиптические операторы, псевдодифференциальные операторы на группах Ли, псевдоразностные операторы и их функция Грина,
- полное асимптотическое разложение спектральных инвариантов,
- нестандартный анализ и сингулярные возмущения обычных дифференциальные уравнения,
- эллиптические операторы на многообразиях ограниченной геометрии,
- формулы типа Лефшеца, алгебры фон Неймана и топология не односвязных многообразий,
- идемпотентный анализ, теорема Римана – Роха для общих эллиптических операторов,
- геометрическая теория колебаний решетки и теплоёмкости.

## Семья
- Жена, Мария Шубина (Шапошникова), 1947 г.р.